# Masdevallia deformis
Masdevallia deformis es una especie de orquídea epífita originaria del oeste de Sudamérica.

## Descripción
Es una orquídea de pequeño tamaño que prefiere el clima cálido a fresco, es de hábitos epífitas, con un delgado y negruzco ramicaule erecto que está envuelto basalmente por 2-3 vainas tubulares que llevan una sola hoja de color verde, erecta, coriácea, oscura, peciolada, elíptica, subaguda a obtusa que es cuneada a continuación del pecíolo. Florece en una inflorescencia horizontal a ascendente, de 4 a 10 cm de largo y con una solitaria flor de dos cm de longitud que aparece en el otoño, invierno, primavera y verano.

## Distribución y hábitat
Se encuentra en Perú y Ecuador en alturas de 1700-2800 metros.

## Cultivo
Se debe mantener la planta en sombra parcial. La planta puede ser cultivada en condiciones frescas o intermedias. Poner la planta en una maceta con corteza fina, musgo sphagnum o perlita. Regar con regularidad y mantenerla húmeda.

## Sinonimia
- Masdevallia exaltata Luer, Selbyana 7: 108 (1982).
- Masdevallia deformis f. exaltata (Luer) O.Gruss & M.Wolff, Orchid. Atlas: 212 (2007).[2]